# Свети Георги (Брайковци)
Вижте пояснителната страница за други значения на Свети Георги.
„Свети Великомъченик Георги“ или „Свети Георгий“ (на македонска литературна норма: „Свети Георгиј“, „Свети Ѓорѓи“) е възрожденска православна църква във валандовското село Брайковци, югоизточната част на Северна Македония. Част е от Повардарската епархия на Македонската православна църква. Църквата е изградена преди 1870 година от Андон Китанов. Църквата е разрушена при Валандовското земетресение в 1931 година, след което е възстановена. При възстановяването е унищожен надписа над главния вход. Църквата е трикорабна, с равни дървени тавани и по-висок среден кораб. В средата на централния кораб има икона на Исус Христос Вседържител. Осветена е чрез четири прозореца в наоса, по два на южния и северния зид. Има вход и от запад, а от юг има отворен трем. В църквата няма живопис, а иконите са от XIX век.